# Grindavíkurvegur
La Grindavíkurvegur (43) è una strada nella penisola di Reykjanes in Islanda che dalla Reykjanesbraut scende a sud verso Grindavík, permettendo di raggiungere la stazione termale della Laguna Blu.